# Heodes onka
Heodes onka är en fjärilsart som beskrevs av Hans Fruhstorfer 1908. Heodes onka ingår i släktet Heodes och familjen juvelvingar. Inga underarter finns listade i Catalogue of Life.